# Яланецька сільська рада (Бершадський район)
| Яланецька сільська рада — колишній орган місцевого самоврядування у Бершадському районі Вінницької області з адміністративним центром у с. Яланець. Сільраді були підпорядковані населені пункти: - с. Яланець - с-ще Яланець |

## Природно-заповідний фонд
На землях сільради розташовано заповідне урочище місцевого значення Лиса гора.

## Склад ради
Рада складається з 16 депутатів та голови.

## Керівний склад сільської ради
| ПІБ                         | Основні відомості                                                         | Дата обрання | Дата звільнення |
| --------------------------- | ------------------------------------------------------------------------- | ------------ | --------------- |
| Богомаз Олександр Іванович  | Сільський голова, 1952 року народження, освіта, безпартійний              | 26.03.2006   | 31.10.2010      |
| Патлатюк Катерина Василівна | Сільський голова, 1969 року народження, освіта вища, член Партії регіонів | 31.10.2010   |                 |

Примітка: таблиця складена за даними джерела